# Vítor Nogueira
Vítor Nogueira es un escritor y ensayista portugués nacido en Vila Real en noviembre de 1966. 

## Obra
- Diário de uma Escola de Província (crónica), Plátano, Lisboa, 1998.
- A Volta ao Mundo em 50 Poemas (poesía), Editorial Minerva, Lisboa, 1999.
- Ecologia e Democracia: Potenciais Conflitos de uma Difícil Relação (ensayo), Universidade do Minho, Braga, 2000.
- Introdução ao Pensamento Ecológico (ensayo), Plátano, Lisboa, 2000.
- Memória de Avelino Patena (ensayo), Arquivo Distrital de Vila Real, Vila Real, 2000.
- Águas Públicas de Vila Real: do Século XIII ao Século XX (ensayo), SMAS, Vila Real, 2001.
- Senhor Gouveia (poesía), Averno, Lisboa, 2006.
- O Ciclone de 1941 (ensayo, com Elísio Amaral Neves), Cruz Vermelha Portuguesa, Vila Real, 2007.
- Bagagem de Mão (poesía), Lisboa, 2007.
- Novas Memórias de Ansiães (poesia, com A. M. Pires Cabral, Manuel de Freitas y Rui Pires Cabral), Averno, Lisboa, 2007.
- A Central do Biel: um Enquadramento para a Musealização da Primeira Central Hidroeléctrica Portuguesa (ensayo), Fundação Museu do Douro, Peso da Régua, 2008.
- Comércio Tradicional (poesía), Averno, Lisboa, 2008.
- Mar Largo (poesía), & etc, Lisboa, 2009.